# Iotichthys phlegethontis
Iotichthys phlegethontis är en fiskart som först beskrevs av Cope, 1874.  Iotichthys phlegethontis ingår i släktet Iotichthys och familjen karpfiskar. IUCN kategoriserar arten globalt som sårbar. Inga underarter finns listade i Catalogue of Life.